# Colony (televisieserie)
Colony is een Amerikaanse sciencefiction dramaserie die zich afspeelt in een dystopische toekomst, met hoofdrollen vertolkt door Josh Holloway en Sarah Wayne Callies. De eerste aflevering was op 14 januari 2016 te zien op de Amerikaanse televisiezender USA Network. In Nederland verscheen de eerste aflevering op 17 november 2016 op Fox. Begin april 2017 werd bekendgemaakt dat Colony een derde seizoen krijgt van USA Network. Op 2 mei 2018 is de eerste aflevering van het derde seizoen uitgezonden. Op 21 juli 2018 werd door USA Network bekendgemaakt dat zij na drie seizoenen stoppen met Colony.

## Verhaal
In de nabije toekomst is de samenleving door een buitenaardse invasie niet meer hetzelfde. Grote steden zijn omringd door een tientallen meters hoge muur. Sommige mensen collaboreren met de vijand, terwijl anderen zich daartegen verzetten, iets dat grote gevolgen kan hebben. In Los Angeles leeft Will Bowman met zijn gezin in onzekerheid. Door de invasie is een van zijn drie kinderen achtergebleven aan de andere kant van de muur in Santa Monica. Bij een poging om daar te komen wordt Will opgepakt. Hij krijgt de kans om zijn vrijheid terug te winnen als hij de kant van de vijand kiest. Om zijn gezin te beschermen gaat hij hiermee akkoord, niet wetend dat zijn vrouw Katie in het verzet zit.

## Rolverdeling
- Josh Holloway als Will Bowman
- Sarah Wayne Callies als Katie Bowman
- Isabella Croveti-Cramp als Gracie Bowman
- Alex Neustaedter als Bram Bowman
- Peter Jacobson als Proxy Alan Snyder
- Amanda Righetti als Madeline Kenner
- Tory Kittles als Eric Broussard
- Paul Guilfoyle als Alexander Quayle
- Kathleen Rose Perkins als Jennifer McMahon
- Cooper J. Friedman als Hudson
- Carl Weathers als Beau
- Gonzalo Menendez als Kapitein Lagarza
- Kim Rhodes als Rachel
- Mac Brandt als Sergeant Jenkins
- Ally Walker als Helena Goldwin
- Erin Way als Lindsey
- Max Arciniega als Edison

## Afleveringen

### Seizoen 1 (2016)
| Nr. serie | Nr. seizoen | Titel van aflevering | Regisseur            | Schrijver(s)                             | Uitzenddatum     |  |
| --------- | ----------- | -------------------- | -------------------- | ---------------------------------------- | ---------------- |  |
| 1         | 1           | Pilot                | Juan José Campanella | Carlton Cuse & Ryan J. Condal            | 14 januari 2016  |  |
| 2         | 2           | A Brave New World    | Juan José Campanella | Wes Tooke                                | 21 januari 2016  |  |
| 3         | 3           | 98 Seconds           | Juan José Campanella | Daniel C. Connolly                       | 28 januari 2016  |  |
| 4         | 4           | Blind Spot           | Nelson McCormick     | Anna Fishko & Dre Alvarez                | 4 februari 2016  |  |
| 5         | 5           | Geronimo             | Scott Peters         | Carlton Cuse                             | 11 februari 2016 |  |
| 6         | 6           | Yoknapatawpha        | Nelson McCormick     | Ryan J. Condal                           | 18 februari 2016 |  |
| 7         | 7           | Broussard            | Roxann Dawson        | Sal Calleros                             | 25 februari 2016 |  |
| 8         | 8           | In From the Cold     | Tim Southam          | Wes Tooke                                | 3 maart 2016     |  |
| 9         | 9           | Zero Day             | Roxann Dawson        | Ryan J. Condal                           | 10 maart 2016    |  |
| 10        | 10          | Gateway              | Nelson McCormick     | Carlton Cuse, Ryan J. Condal & Wes Tooke | 17 maart 2016    |  |

### Seizoen 2 (2017)
| Nr. serie | Nr. seizoen | Titel van aflevering | Regisseur            | Schrijver(s)                  | Uitzenddatum     |  |
| --------- | ----------- | -------------------- | -------------------- | ----------------------------- | ---------------- |  |
| 11        | 1           | Eleven.Thirteen      | Juan José Campanella | Ryan J. Condal                | 12 januari 2017  |  |
| 12        | 2           | Somewhere Out There  | Juan José Campanella | Wes Tooke                     | 19 januari 2017  |  |
| 13        | 3           | Sublimation          | Juan José Campanella | Thomas Brady                  | 26 januari 2017  |  |
| 14        | 4           | Panopticon           | Juan José Campanella | Ryan J. Condal & Wes Tooke    | 2 februari 2017  |  |
| 15        | 5           | Company Man          | Tim Southam          | Liz Phang                     | 9 februari 2017  |  |
| 16        | 6           | Fallout              | Thomas Carter        | Lee Patterson                 | 16 februari 2017 |  |
| 17        | 7           | Free Radicals        | Tim Southam          | Noah Evslin                   | 23 februari 2017 |  |
| 18        | 8           | Good Intentions      | Juan José Campanella | Liz Phang                     | 2 maart 2017     |  |
| 19        | 9           | Tamam Shud           | Jeremy Webb          | Wes Tooke                     | 9 maart 2017     |  |
| 20        | 10          | The Garden of Beasts | Olatunde Osunsanmi   | Julia Cooperman               | 16 maart 2017    |  |
| 21        | 11          | Lost Boy             | Charlotte Brandstrom | Lee Patterson & Thomas Brady  | 23 maart 2017    |  |
| 22        | 12          | Seppuku              | Peter Leto           | Wes Tooke                     | 30 maart 2017    |  |
| 23        | 13          | Ronin                | Juan José Campanella | Carlton Cuse & Ryan J. Condal | 6 april 2017     |  |

### Seizoen 3 (2018)
| Nr. serie | Nr. seizoen | Titel van aflevering        | Regisseur            | Schrijver(s)               | Uitzenddatum |  |
| --------- | ----------- | --------------------------- | -------------------- | -------------------------- | ------------ |  |
| 24        | 1           | Maquis                      | Tim Southam          | Ryan J. Condal & Wes Tooke | 2 mei 2018   |  |
| 25        | 2           | Puzzle Man                  | Tim Southam          | Mike Ostrowski             | 9 mei 2018   |  |
| 26        | 3           | Sierra Maestra              | Peter Leto           | Cathryn Humphris           | 16 mei 2018  |  |
| 27        | 4           | Hospitium                   | Peter Leto           | Marcus Dalzine             | 23 mei 2018  |  |
| 28        | 5           | End of the Road             | Jeremy Webb          | Wes Tooke                  | 30 mei 2018  |  |
| 29        | 6           | The Emerald City            | Sarah Boyd           | Ryan J. Condal             | 6 juni 2018  |  |
| 30        | 7           | A Clean, Well-Lighted Place | Karen Gaviola        | Lee Patterson              | 13 juni 2018 |  |
| 31        | 8           | Lazarus                     | Deran Sarafian       | Julia Cooperman            | 20 juni 2018 |  |
| 32        | 9           | The Big Empty               | Sarah Wayne Callies  | Carlos Rios                | 27 juni 2018 |  |
| 33        | 10          | Sea Spray                   | Lin Oeding           | Mike Ostrowski             | 4 juli 2018  |  |
| 34        | 11          | Disposable Heroes           | Tim Southam          | Cathryn Humphris           | 11 juli 2018 |  |
| 35        | 12          | Bonzo                       | Charlotte Brändström | Ryan J. Condal             | 18 juli 2018 |  |
| 36        | 13          | What Goes Around            | -                    | -                          | 25 juli 2018 |  |